# Effetto Dunning-Kruger

Grafico rappresentativo dell'effetto Dunning-Kruger. Il grafico riporta sull'asse verticale la performance (score) riguardo a un esame di alcuni studenti di college, differenziando quella percepita dagli studenti da quella effettiva. Sull'asse orizzontale invece è riportata leffettiva competenza (competence group) degli studenti riguardo l'esame. Si nota come la differenza tra le due curve (area evidenziata) sia più ampia nel caso degli studenti che hanno una minore competenza reale. In particolare tendono a sopravvalutare la propria competenza rispetto al reale (caratteristica evidenziata dal colore rosso). Gli studenti che invece hanno una maggior competenza reale fanno stime più realistiche della propria performance (area evidenziata minore), e tendono, al contrario, a sottovalutarla (caratteristica evidenziata dal colore verde).

L'effetto Dunning-Kruger (EDK) è una distorsione cognitiva nella quale individui poco esperti e poco competenti in un campo tendono a sovrastimare la propria preparazione giudicandola, a torto, superiore alla media.

## Definizione
(David Dunning)
Come descritto dai socio-psicologi David Dunning e Justin Kruger, la distorsione deriva da un'illusione interna nelle persone con scarse abilità e dalla loro errata percezione esterna delle persone estremamente abili, concludendo che: «L'errore di valutazione dell'incompetente deriva da un giudizio errato sul proprio conto, mentre quello di chi è altamente competente deriva da un equivoco sul conto degli altri».
La distorsione è legata al pregiudizio cognitivo della superiorità illusoria e deriva dall'incapacità delle persone di riconoscere la propria mancanza di capacità. Senza l'autoconsapevolezza della metacognizione, le persone non possono infatti, oggettivamente, valutare il loro livello di competenza.

## Storia
Sebbene una descrizione dell'effetto Dunning-Kruger sia stata proposta solo nel 1999, Dunning e Kruger hanno osservato simili considerazioni empiriche in autori del passato. Geraint Fuller, commentando l'articolo dei due, nota che Shakespeare si esprime in modo analogo in Come vi piace («Il saggio sa di essere stupido, è lo stupido invece che crede di essere saggio»).
Risalendo ancora più indietro nel tempo, non si può non ricordare la celebre frase del filosofo greco Socrate, attribuitagli dal discepolo Platone nella sua Apologia di Socrate: «Dovetti concludere meco stesso che veramente di cotest'uomo ero più sapiente io: [...] costui credeva di sapere e non sapeva, io invece, come non sapevo, neanche credevo di sapere». Alla base del pensiero socratico è proprio la convinzione di "sapere di non sapere", intesa come consapevolezza di non conoscenza definitiva, che spinge però al desiderio di conoscere: più ci si addentra nello studio e nella conoscenza, più ci si rende conto delle infinite ramificazioni del sapere. La conoscenza diviene pertanto un processo in divenire e mai del tutto esaurito. Proprio nell'accezione del messaggio di Socrate si può quindi individuare per analogia il germe antico dello studio di Dunning-Kruger.
Concetti analoghi sono espressi dai filosofi medievali Giovanni Scoto Eriugena (la celebre affermazione Ipsa itaque ignorantia summa ac vera est sapientia) e Nicola Cusano (la "dotta ignoranza"). Analogo è anche il concetto espresso in una lettera di Baruch Spinoza, filosofo olandese del XVII secolo, in riferimento a un proprio critico: «Quanto più uno è ignorante, pensavo bonariamente tra me, tanto più è audace e pronto a scrivere».

## Ipotesi
Il fenomeno ipotizzato venne verificato con una serie di esperimenti condotti da Dunning e Kruger nell'ambito di attività tra loro diverse quali la comprensione nella lettura, la pratica degli scacchi o del tennis.
I ricercatori ipotizzarono che, per una data competenza, le persone inesperte:
- tenderebbero a sovrastimare il proprio livello di abilità;
- non si renderebbero conto dell'effettiva capacità degli altri;
- non si renderebbero conto della propria inadeguatezza;
- non si renderebbero conto e non riconoscerebbero la propria precedente mancanza di abilità qualora ricevessero un addestramento per l'attività in questione.

Dunning ha proposto un'analogia («la anosognosia nella vita quotidiana») con la condizione di una persona che, soffrendo di una disabilità fisica in seguito a una lesione cerebrale, sembra non avvedersi della menomazione o rifiuta di accettarne l'esistenza, anche se questa è grave come nel caso di cecità o paralisi.

## Studi

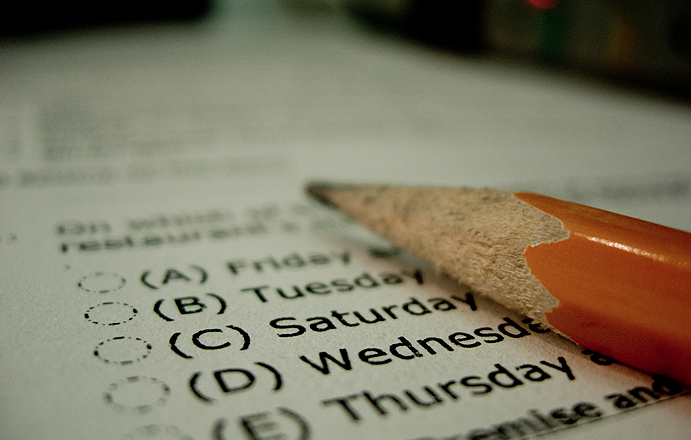
Un test di valutazione

Dunning e Kruger decisero di testare queste ipotesi sugli studenti dei primi anni dei corsi di psicologia della Cornell University. In una serie di studi, esaminarono l'autovalutazione che i soggetti davano sulle proprie capacità di ragionamento logico, grammaticale e umoristico. Dopo essere venuti a conoscenza del proprio punteggio nei test, ai soggetti veniva nuovamente chiesto di dare una valutazione del proprio livello: il gruppo dei competenti lo stimava correttamente, mentre quello dei non competenti continuava a sopravvalutare il proprio livello. Secondo quanto annotarono i due psicologi.
Per contro, persone in realtà più esperte di altre, tendevano a «sottovalutare» la propria competenza. I partecipanti di questo tipo che si trovavano davanti a domande relativamente semplici per la propria preparazione, erano portati nella maggior parte dei casi a ritenere che tali problemi si rivelassero semplici anche per gli altri.
Uno studio successivo, riportato nello stesso articolo, suggerisce che gli studenti altamente incompetenti miglioravano la propria abilità nell'autovalutazione a seguito di una seppur minima introduzione alla materia o alla competenza nella quale difettavano, e questo a prescindere dai risibili miglioramenti nella competenza vera e propria.
Nel 2003 lo stesso Dunning, insieme a Joyce Ehrlinger, anch'egli della Cornell University, pubblicò uno studio che descriveva il cambiamento del modo in cui le persone vedono sé stesse quando sono influenzate da stimoli esterni. Ai partecipanti all'esperimento, studenti della Cornell, furono somministrati test sulla conoscenza della geografia: alcuni di essi miravano a influenzare l'autostima in positivo, altri in negativo. Fu quindi chiesto loro di valutare la propria prestazione, e coloro che avevano avuto il test positivo valutarono il proprio lavoro in modo molto più lusinghiero rispetto a quanti avevano dovuto affrontare il test negativo.
Daniel Ames e Lara Kammrath estesero questo studio alla sensibilità nei confronti degli altri, e alla percezione della propria sensibilità che i soggetti avevano.
Un'altra ricerca ha suggerito che l'effetto non sia così scontato e dovrebbe essere ascritto a distorsioni cognitive. In una serie di tre studi e dodici test i ricercatori trovarono che, in situazioni di difficoltà moderata, coloro che ottenevano prestazioni migliori e peggiori differivano molto poco in accuratezza, mentre in caso di difficoltà maggiore, i migliori risultavano meno accurati dei peggiori, nel proprio giudizio. Questo comportamento suggerirebbe che a ogni livello di abilità si è soggetti al medesimo grado di inaffidabilità.
Ehrlinger, Johnson, Banner, Dunning e Kruger ipotizzarono spiegazioni alternative, ma giunsero a conclusioni qualitativamente simili a quelle del lavoro originale. L'articolo indicò come causa principale del fenomeno il fatto che, a differenza degli individui più abili, «gli individui meno capaci non ricevono alcun feedback che li convinca della necessità di migliorarsi».
A riprova dell'esattezza della teoria, Dunning portò ad esempio uno studio commissionato dal Dipartimento del tesoro degli Stati Uniti d'America su un campione di circa 25 000 statunitensi, intervistati in merito alla loro competenza finanziaria; dalle risposte dei circa ottocento di questi che erano incappati in fallimenti economici, emergeva che essi si ritenevano, al contrario, più esperti degli altri in campo finanziario.
Gli studi sull'effetto Dunning-Kruger tendono a focalizzarsi su soggetti prevalentemente nordamericani. Uno studio su alcuni soggetti orientali ha trovato che un altro effetto, opposto dell'effetto Dunning-Kruger, potrebbe avere conseguenze sull'autovalutazione e sulla motivazione a migliorarsi.

## Riconoscimenti
Nel 2000 Dunning e Kruger vennero insigniti del satirico premio Ig Nobel per la psicologia per il saggio Unskilled and Unaware of It: How Difficulties in Recognizing One's Own Incompetence Lead to Inflated Self-Assessments («Incapace e inconsapevole di ciò: come la difficoltà a riconoscere la propria incompetenza porti ad autovalutazioni gonfiate»).